# Mojca Kleva
Mojca Kleva (Koper, Eslovènia, 30 de març de 1976) és una política i científica política eslovena.
El 9 de maig de 2011 esdevingué Membre del Parlament europeu, reemplaçant Zoran Thaler, que havia dimitit del càrrec en afrontar acusacions de corrupció. És membre dels Socialdemòcrates, un partit polític d'Eslovènia.

## Biografia
Mojca Kleva es va graduar a la Facultat de Ciències Socials de la Universitat de Ljubljana en Ciències polítiques l'any 2002 i posteriorment va obtenir el màster en Ciències polítiques l'any 2006.
Després dels seus estudis, Kleva va seguir el procés d'adhesió de la UE d'Estònia i Lituània al Parlament Europeu a Brussel·les. El 2004 va tornar a Eslovènia, on es va convertir en assessora de l'Assemblea Nacional d'Eslovènia, treballant en àrees d'assumptes europeus, drets humans i educació. El 2009 es va convertir en representant permanent de l'Assemblea Nacional d'Eslovènia al Parlament Europeu a Brussel·les. Al maig de 2011, Mojca Kleva va substituir Zoran Thaler com a membre del Parlament Europeu en S & D (Grup de l'Aliança Progressista de Socialistes i Demòcrates).
Entre 1999 i 2009, Mojca Kleva va ser membre del Consell Municipal de Koper. També va liderar la xarxa d'organitzacions no governamentals del camp dels drets de la dona, el Lobby de dones d'Eslovènia, entre 2007 i 2009, i hi va participar activament.

## Membre del Parlament europeu
- Grup de l'Aliança Progressiva de Socialistes & Demòcrates en el Parlament europeu (S&D), Membre
- Comitè en Desenvolupament Regional, Membre
- Comitè en Afers Econòmics i Monetaris, Substitut
- Comitè en els drets i Igualtat de Gènere de les dones, Substitut
- Delegació a la UE-Armènia, UE-Azerbaitjan i UE-Geòrgia Comitès de Cooperació Parlamentària, Vicepresident
- Delegació al Euronest Assemblea Parlamentària, Membre
- Delegació a UE-Antiga República Iugoslava de Macedonia (avui, Macedònia del Nord) Junta Comitè Parlamentari, Substitut